# Layori
 (octobre 2012).
Layori est une chanteuse de Pop et mannequin originaire du Nigeria.

## Jeunesse et débuts de carrière
Layori passe les six premières années de sa vie dans son pays natal avant de le quitter avec son père pour s'installer dans la ville de New York aux États-Unis. Après cinq ans et demi, son père décide de retourner au Nigeria pour renforcer l'identité culturelle africaine de sa fille. Elle prend alors des cours de chant, s'inscrit dans une école d'art et fait parallèlement ses premiers pas comme mannequin,. À l'âge de seize ans, elle quitte son pays pour connaître de nouvelles cultures en passant par d'abord par Londres au Royaume-Uni et ensuite par Lisbonne au Portugal. À Lisbonne, elle chante régulièrement dans des clubs de jazz et piano bars de la ville.
En 2000, elle s'installe à Munich en Allemagne et commence à composer ses premières chansons avec l'aide de l'artiste Wally Warning. Layori est un diminutif de son second prénom, qui peut se traduire par "sauvée par la grâce",. Bientôt, elle se fait remarquer pour son talent musical et signe un premier contrat avec la maison d'édition musicale Universal. Son style est souvent comparé à celui de Sade pour son timbre similaire.
Layori sort son premier album, intitulé Origin le 30 mars 2010. Le premier titre de l'album, Dada est chanté en yoruba ; le reste de l'album est en anglais et espagnol. Elle produit cet album avec Renaud Letang,.
Son deuxième album, Rebirth, voit la lumière du jour le 21 septembre 2012. Cet album est chanté majoritairement en yoruba et est réalisé par Afro Jams Music.

## Discographie
- Origin (30 mars 2010)

1. Dada
2. Mystic Of Love
3. Circle
4. It's Time
5. Hold On
6. U Lied To Me
7. What Is Love
8. Aquesta Te
9. Your Love
10. Kekere
11. Dada (Original Version)

- Rebirth (21 septembre 2012)

1. Mayowa
2. Igbagbe
3. Modupe
4. Ile Aye Kuru
5. Dada (Rebirth Version)
6. Mama Bi, Baba Mi
7. Que Vida
8. Iwa Lewa
9. Otito
10. Owun Mi
11. Ma Je Ka Dinu
12. Pelu Abi Aisi E
13. Dada (Renaud Letang Radio Edit - Bonus Track)